# Fryerius amplocellatus
Fryerius amplocellatus är en insektsart som beskrevs av Andrej Vasiljevitj Gorochov 2006. Fryerius amplocellatus ingår i släktet Fryerius och familjen syrsor. Inga underarter finns listade i Catalogue of Life.